# باتريك ك. غامبل
باتريك ك. غامبل (بالإنجليزية: Patrick K. Gamble)‏ هو ضابط أمريكي، ولد في 12 نوفمبر 1945 في فريسنو في الولايات المتحدة.